# Parc des Expositions (métro de Paris)
Parc des Expositions est une future station du métro de Paris qui sera située le long de la ligne 17 à Villepinte, en Seine-Saint-Denis. La gare est conçue par l'agence Dietmar Feichtinger Architectes. La maîtrise d'œuvre est assurée par le groupement HUB17. Elle est située sur le viaduc de la ligne 17.

## Situation sur le réseau
Seule gare aérienne de la ligne 17, l’architecture de la gare Parc des Expositions est pensée comme une pièce intégrante à l’ensemble de la section aérienne de la ligne. Avec des quais situés à 14 m de hauteur, ceux-ci sont enveloppés de manière naturelle par des coussins gonflables transparents, permettant au voyageur de contempler de grandes perspectives du paysage.

## Histoire
L’année 2022 marque le top départ du lancement des travaux de construction de la gare et plus largement de la section aérienne.
Après l'installation du chantier en bordure des voies du RER B, à l’ouest du parc des expositions Paris-Nord Villepinte, les travaux ont d'abord consisté à réaliser les fondations souterraines de la gare. Le début de l'année 2024 a marqué le démarrage de la construction du futur bâtiment voyageur qui s'élève à présent derrière les palissades de chantier à plus de 15m de hauteur. 

## Services aux voyageurs

### Intermodalité
Elle sera en correspondance avec la gare du Parc des Expositions (RER B). La gare sera accessible via une passerelle. 

## Projets
Elle pourrait ultérieurement (2040) être utilisée également par la ligne 19 du métro de Paris.

## À proximité
Destinée à être ouverte à l'horizon 2028, elle desservira notamment le parc des expositions de Paris-Nord Villepinte en correspondance avec la gare du Parc des Expositions. Elle devrait voir passer 12 000 voyageurs par jour et même jusqu'à 24 000 en période de salon.